# Мовчазна лють
«Мовчазна лють» (англ. Silent Rage) — американський фільм режисера Майкла Міллера.

## Сюжет
У невеликому американському містечку психопат Джон Кірбі вбиває двох чоловік. Поліції на чолі з шерифом Деном Стівенсоном вдається зловити злочинця. Джон важко поранений, його доставляють до інституту, де доктор Том Хольман у спробі врятувати його робить його практично невразливим. Шерифу Стівенсону доводиться вступити в сутичку з смертельним зомбі.

## У ролях
- Чак Норріс — шериф Ден Стівенс
- Рон Сільвер — доктор Том Холман
- Стівен Кітс — доктор Філіп Спірс
- Тоні Калем — Елісон Холман
- Вільям Фінлі — доктор Пол Вон
- Брайан Ліббі — Джон Кірбі
- Стефен Ферст — Чарлі
- Стефані Данхем — Ненсі Холман
- Джойс Інгл — місіс Сімс
- Джей Де Плано — головний байкер
- Лайллетт Зої Ралі — татуйована байкерша
- Майк Джонсон — байкер в кафе
- Лінда Татум — байкерша в кафе
- Кетлін Лі — байкерша в барі
- Десмонд Дхудж — Джиммі охоронець
- Джо Фараго — лікар швидкої допомоги
- Джон Баррет — доктор
- Паула Селзер — офіціантка
- Сенді Ленг — заступник шерифа
- Сонні Джонс — заступник шерифа
- Рассел Хіггенботем — хлопчик на будинку
- Едді Галт — хлопчик на будинку
- Девід Унгер — хлопчик на будинку
- Джеймс Бодін — байкер в барі, (в титрах не вказаний)